# Obi-Wan Kenobi
Obi-Wan (Ben) Kenobi je izmišljeni lik iz franšize Ratovi zvijezda. Isprva Jedi vitez u doba Galaktičke Republike, za vrijeme Galaktičkog Imperija prvo zaštitnik a kasnije i mentor Lukea Skywalkera, jedan je od središnjih likova u filmskom serijalu.
Susrećemo ga odmah u prvom dijelu sage kao mladog pripravnika za Jedija, koji u borbi pobjeđuje ratnika Sitha, kakvi se oko tisuću godina nisu pojavljivali. Iako mu je taj isti Sith par trenutaka ranije ubio učitelja 
Qui-Gon Jinna, Obi-Wanove vještine bile su dovoljno velike da bi ga se proglasilo Jedi vitezom.
Učitelj ga je na samrti zatražio da, usprkos protivljenju Vijeća Jedija, trenira Anakina Skywalkera, dječaka iznimnih sposobnosti, koji se kasnije zaljubljuje u Senatoricu Padme što rezultira izdajom učenja Jedija i priklanjanju Sithovima.
U golemoj uroti koja je uzrokovala istrebljenje velike većine Jedija, Obi-Wan je bio među rijetkim preživjelima, a nakon Padmine smrti uzima pod svoju zaštitu jedno od dvoje djece, Lukea, kako bi ga skrio od izopačenog oca. U pokušaju da dostave planove Imperijalne bojne postaje Zvijezde Smrti u ruke pobunjenika, Obi-Wan i Luke bivaju zarobljeni na toj istoj postaji, gdje je već pomalo oslabljeni i ostarjeli Obi-Wan doživio finalni okršaj sa svojim starim učenikom, okršaj iz kojeg nije otišao živ.
Obi-Wan je, ipak, jako dobro poznavao puteve Sile, što mu je omogućilo da se poput duha često vraća i savjetuje Lukea na njegovom putu do usavršavanja vještina i eventualnog obnavljanja reda Jedija.